# Georg Quaet-Faslem (Mediziner)
Georg Quaet-Faslem (* 23. April 1872 in Hannover; † 22. September 1927 in Berlin) war ein deutscher Arzt und Abgeordneter.

## Leben
Georg Quaet-Faslem war der einzige Sohn des Landesforstrats Georg Quaet-Faslem aus der ersten Ehe mit der früh verstorbenen Karoline Sophie Marie Quensell (1847–1872). Er war Urenkel des Baumeisters Emanuel Bruno Quaet-Faslem und urgroßmütterlicherseits Ururenkel des Dichters Jean Paul Richter.
Er studierte Medizin an der Georg-August-Universität Göttingen. 1894 wurde er im Corps Bremensia aktiv. Er wechselte an die Christian-Albrechts-Universität zu Kiel. Mit einer Doktorarbeit in der Kieler Anatomie wurde er 1899 zum Dr. med.  promoviert.
Die erste ärztliche Tätigkeit nahm er an der Heil- und Pflegeanstalt Sachsenberg in Schwerin auf. 1906 ging er als Oberarzt an die Provinzial–Irrenanstalt zu Göttingen, die zu dieser Zeit noch Teil der Universitätsmedizin Göttingen war. Als August Cramer 1912 starb, folgte ihm Quaet-Faslem als Direktor der nach Rosdorf gelegenen Rasemühle. Er verfocht die Arbeitstherapie.
Quaet-Faslem war in der 1.  Wahlperiode 1921–1924 Abgeordneter im Preußischen Landtag und für die DNVP Mitglied des Ausschusses für Bevölkerungspolitik. In der 2. Wahlperiode vertrat er auf Landesvorschlag den Wahlkreis 6 (Pommern) im Preußischen Landtag. Im Landtag gehörte er zu den Abgeordneten, die sich häufiger zu Wort meldeten. Er starb mit 55 Jahren. 
Als Studentenhistoriker verfasste er gemeinsam mit seinen Corpsbrüdern Brüning und Nicol die 1914 erschienene Geschichte seines Corps.